# Bureau of navigation
Le Bureau of Navigation ou Bureau of Navigation and Steamboat Inspection et Bureau of Marine Inspection and Navigation est une agence du gouvernement des États-Unis créée en 1884 pour appliquer les lois relatives à la construction, à l'équipement, à l'exploitation, à l'inspection, à la sécurité et à la documentation des navires marchands. 

## Historique
Lors de sa création, le Bureau of Navigation faisait partie du département du Trésor des États-Unis. En 1903, l'organisation est transférée au nouveau département du Commerce et du Travail des États-Unis. En 1913, ce département est scindé en département du Commerce des États-Unis et département du Travail des États-Unis et le bureau est affecté au nouveau département du commerce. En 1932, le bureau est combiné avec le Steamboat Inspection Service (en) pour former le Bureau of Navigation and Steamboat Inspection. Le Bureau of Navigation and Steamboat Inspection est à son tour rebaptisé Bureau of Marine Inspection and Navigation en 1936.
En 1942, le décret 9 083 transfère de nombreuses fonctions du bureau à deux autres agences : la documentation des navires marchands est transférée à l'United States Customs Service, tandis que les fonctions relatives à l'inspection des navires marchands, à la sécurité de la vie en mer et à la marine marchande sont transférées à l'United States Coast Guard. Les fonctions de documentation des navires marchands ont également été transférées à la Garde côtière en 1946.
Le Bureau est par le plan de réorganisation no III de 1946. 

## Vexillologie
Les navires du Bureau arboraient un pavillon bleu avec un voilier blanc à trois mâts dans un disque rouge. Les navires du bureau avec le directeur du bureau embarqué arboraient également le pavillon du directeur, qui arborait le même trois-mâts blanc sur un champ entièrement bleu. 

Drapeau du directeur